# Hidrocentrali Frederik Engels
Hidrocentrali Frederik Engels är ett vattenkraftverk i Albanien.   Det ligger i prefekturen Qarku i Dibrës, i den norra delen av landet, 40 km norr om huvudstaden Tirana. Hidrocentrali Frederik Engels ligger 486 meter över havet.
Terrängen runt Hidrocentrali Frederik Engels är kuperad norrut, men söderut är den bergig.  
I omgivningarna runt Hidrocentrali Frederik Engels växer i huvudsak blandskog.  Runt Hidrocentrali Frederik Engels är det ganska tätbefolkat, med 54 invånare per kvadratkilometer.